# Phare de Jordan Point
Le phare de Jordan Point (en anglais : Jordan Point Light), est un phare situé à Jordan Point, sur la James River dans le Comté de Prince George en Virginie, près de l'extrémité sud de l'actuel Benjamin Harrison Memorial Bridge (en).

## Historique

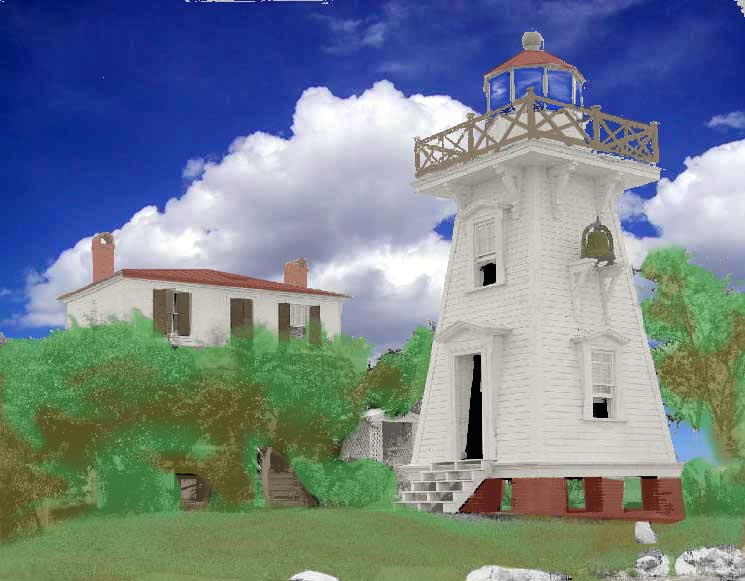
Le phare en 1885 (photo USCG colorisée

L’histoire de cette station est quelque peu déroutante, mais il semblerait qu’un premier phare ait été établi à Jordan Point en 1855. Il s’agissait d’une maison de gardien avec une lanterne sur le toit. Celle-ci a été remplacée vers 1875 (peut-être dès 1870) par une tour en bois pyramidale distincte de la maison de gardien, abritant une lentille de Fresnel de sixième ordre et une cloche de brouillard. Une nouvelle maison de gardien a été construite en 1888. En 1927, la station a été désactivée et la tour en bois a ensuite été démolie. 
En 1941, une nouvelle tour à ossature d'acier fut érigée sur l'emplacement de l'ancienne tour. cette tour à claire-voie est toujours en service en tant que feu arrière de la gamme Jordan Point. Bien que la tour en bois ait disparu depuis longtemps, la maison du gardien construite en 1888 est toujours debout. Elle a été entièrement rénovée en 2009 et est une résidence privée. 

## Description
Le phare est une tourelle métallique et une balise moderne, de 18 m de haut. Il émet, à une hauteur focale de 20 m, un éclat blanc d'une seconde toutes les 2 secondes. Sa portée n'est pas connue.

## Caractéristiques dufeu maritime
Fréquence : 2 secondes (W)
- Lumière : 1 seconde
- Obscurité : 1 seconde

Identifiant : ARLHS : USA-995 ; USCG : 2-12420 ; Admiralty : J1477.11. 

### Lien connexe
- Liste des phares en Virginie